# Monk (Fernsehserie)
Monk [ˈmɔŋk] ist eine US-amerikanische Comedy-Krimiserie. Hauptperson ist der von Tony Shalhoub verkörperte neurotische Privatdetektiv Adrian Monk, der in San Francisco lebt. Zwischen 2002 und 2009 entstanden insgesamt 125 Folgen, die in acht Staffeln ausgestrahlt wurden. Eine Fortsetzung in Form eines Films erschien 2023.

## Inhalt
Adrian Monk war früher Kriminalbeamter beim Morddezernat des San Francisco Police Department. Nachdem seine Ehefrau Trudy bei einem Anschlag ums Leben gekommen war, verstärkten sich durch das Trauma seine zahlreichen Macken und wurden zu einer psychischen Störung. Er wurde aus dem Polizeidienst entlassen und verließ drei Jahre lang seine Wohnung nicht.
Zu Beginn der Serienhandlung hat sich Monks Zustand gebessert, allerdings bleiben zahlreiche Phobien und eine Zwangsstörung. Er benötigt ständig Hilfe durch eine persönliche Assistentin (bis in die dritte Staffel hinein ist dies Sharona Fleming, eine ehemalige Krankenschwester, ab Episode 39 Natalie Teeger). Deren Aufgabe ist es vor allem, ihn beim Bewältigen des Alltags zu unterstützen. Außerdem ist er in psychotherapeutischer Behandlung.
Monk arbeitet in schwierigen Fällen als freier Berater für die Polizei. Dabei hat er einen guten Spürsinn für Dinge, die nicht in Ordnung sind, und ein hervorragendes Gedächtnis. Häufig wird er von seinem früheren Vorgesetzten und Freund Captain Leland Stottlemeyer beauftragt, der seine Methoden zwar nicht immer versteht, sie aber wegen seiner hohen Aufklärungsrate dennoch respektiert. Auf viele Mordfälle stößt Monk zufällig in seinem Umfeld oder weil jemand, der von seinen außergewöhnlichen Fähigkeiten gehört hat, an ihn herantritt. Die Tatsache, dass er ausgerechnet den Mord an Trudy nicht aufklären kann, betrübt ihn einerseits tief, andererseits hält diese Aufgabe ihn am Leben. Im Laufe der verschiedenen Staffeln geht er immer wieder Hinweisen nach, die Hoffnung auf eine Aufklärung machen, jedoch alle ins Leere führen. Erst eine Videobotschaft von Trudy selbst führt ihn schließlich zum Auftraggeber des Anschlages. In dem Zusammenhang erfährt er von Trudys vermeintlich nach der Geburt verstorbenen Tochter. Als Trudys Erbe gibt sie ihm neuen Lebensmut. Damit endet die Serie.

## Figuren

### Adrian Monk

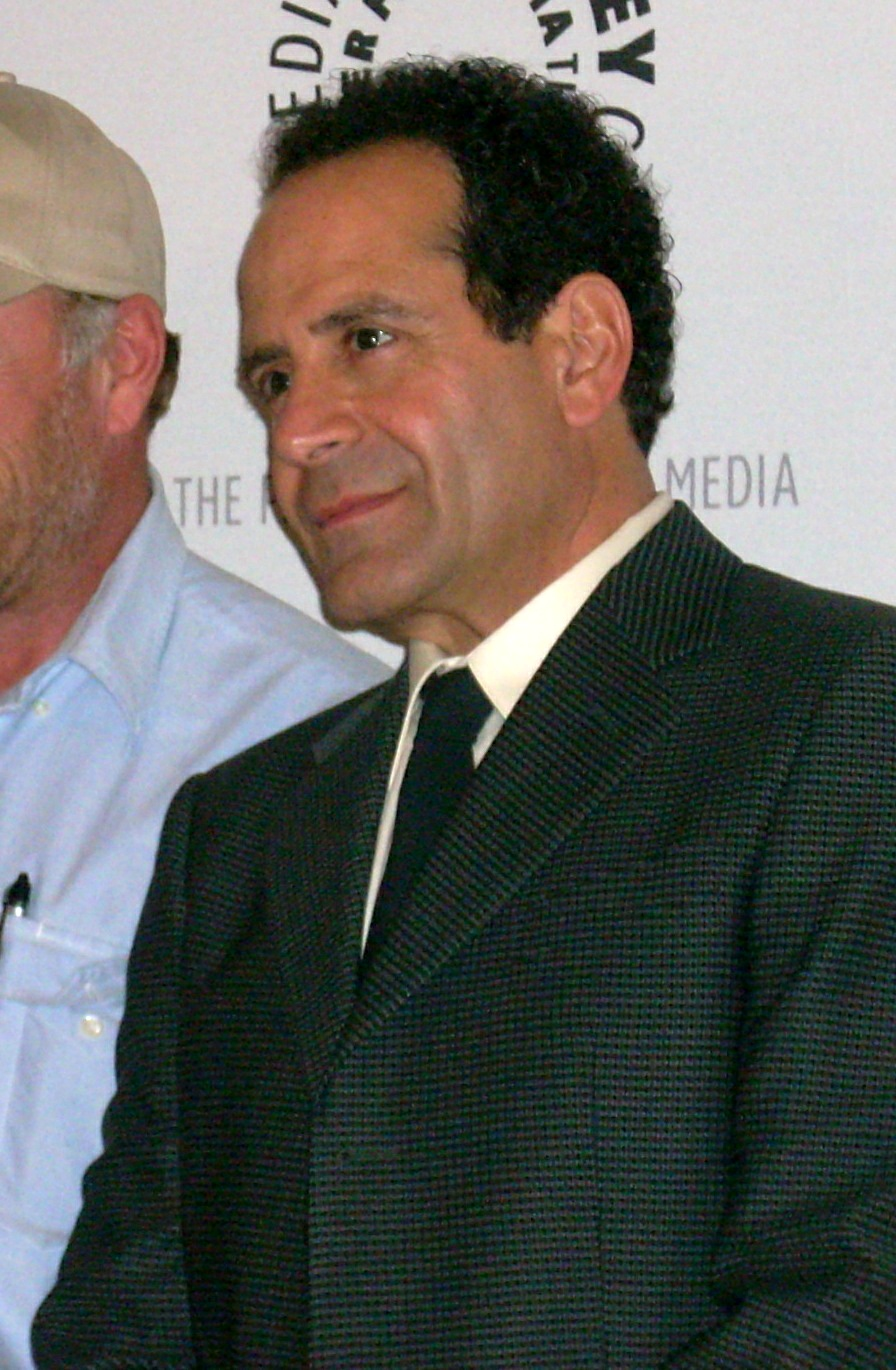
Tony Shalhoub als Adrian Monk

Adrian und sein älterer Bruder Ambrose wurden im Kindesalter von ihrem Vater Jack Monk verlassen, was beide nie verwunden haben. Von Jugend an leidet Adrian unter zahlreiche Phobien und einer Zwangsstörung. Er spielt Klarinette und arbeitete lange als Polizist in San Francisco, bis er wegen eines psychischen Zusammenbruchs, den er durch den Mord an seiner Frau Trudy erlitt, vom Dienst suspendiert wurde.
Später beginnt er, als Berater der Polizei zu arbeiten; zuvor hatte er wegen seines Traumas das Haus drei Jahre lang nicht verlassen. Er löst aufgrund seiner Auffassungsgabe und seines enormen Gedächtnisses, die ihn Zusammenhänge erkennen lassen, die anderen entgehen, die schwierigsten Fälle und gelangt damit zu lokalem Ruhm. Der Mord an seiner Frau wird erst am Ende der letzten Staffel aufgeklärt.
Unter Monks Verhaltensauffälligkeiten sticht besonders sein Sauberkeitswahn, verbunden mit Angst vor Keimen, hervor. Ebenfalls oft thematisiert werden seine Vorliebe für runde Zahlen und seine besonders große Angst vor Nacktheit. Da Monk sehr auf seine eigenen Probleme fokussiert ist, verhält er sich anderen Menschen, besonders seiner jeweiligen Assistentin, gegenüber oft rücksichtslos und unemphatisch.
Charakteristisch ist auch Monks Kleidung. In der Regel trägt er eine braune Stoffhose mit Bügelfalte und ein beige braunes Sakko sowie ein in ähnlichen Farben gehaltenes kariertes Hemd ohne Krawatte. Der oberste Hemdknopf ist stets geschlossen, wie auch der unterste Knopf am Sakko.

### Captain Leland Francis Stottlemeyer
Captain Leland Francis Stottlemeyer ist Monks früherer Vorgesetzter, der zwar oft an dessen Marotten verzweifelt, ihn aber auch als Freund betrachtet, obwohl er letzteres schwer zugeben kann. Er ist katholisch erzogen worden und gibt an, als Jugendlicher habe er Priester werden wollen (Staffel 7, Folge 9/16). Privat hat er mit Problemen zu kämpfen: Erst lässt sich seine Frau Karen von ihm scheiden, dann entlarvt Monk seine neue Freundin Linda Fusco als Mörderin. Am Ende der Serie heiratet er erneut. Er hat zwei Söhne (Jared und Max) aus erster Ehe.

### Lieutenant Randall „Randy“ Disher
Lieutenant Randall „Randy“ Disher ist Stottlemeyers Assistent, der häufig absurd-naive Ideen und Theorien hat. Laut Stottlemeyer nutzt er bei seinen Ermittlungen die Tatsache aus, dass die Leute ihm alles Mögliche anvertrauen. Randy spielt Gitarre. In fast jeder Folge entwickelt er eine spezielle Marotte, die er bis zum Ende behält. Einmal will er krampfhaft alles buchstabieren; in einer anderen Folge beteuert er bei jeder Gelegenheit seine Unschuld oder versucht sich erfolglos als Sänger, Farmer oder Lebende Statue. Typisch für ihn sind auch seine ständigen Versuche, für den jeweils gesuchten Mörder einen kreativen Spitznamen zu finden. Am Ende der Serie geht er eine Beziehung mit Monks früherer Assistentin Sharona Fleming ein und wird Polizeichef in Summit (New Jersey).

### Sharona Fleming
Monks erste persönliche Assistentin Sharona Fleming, eine ehemalige Krankenschwester, half ihm dabei, nach dem Tod seiner Frau wieder ins Leben zu finden. Sie hat ein forsches Auftreten und wenig Glück mit Männern. Früher war sie Tänzerin in Atlantic City. In der dritten Staffel zieht sie mit ihrem Sohn zurück zu dessen Vater, und Natalie Teeger tritt ihre Nachfolge an. In der letzten Staffel kehrt sie in der Folge Mr. Monk mit Natalie – und Sharona? zurück, hat sich von ihrem Mann getrennt und geht eine Beziehung mit Lieutenant Disher ein.

### Benjy Fleming
Sharona Flemings Sohn.

### Natalie Cheer Teeger
Monks zweite Assistentin Natalie Cheer Teeger, geborene Davenport, ist wie auch ihr Boss verwitwet und außerdem alleinerziehende Mutter. Ihr Ehemann Mitch war Navy-Pilot und starb 1998 im Kosovokrieg. Sie hat anfangs wenig Verständnis für Monks Phobien und versucht bisweilen, sie ihm auszutreiben, was stets in einem Fiasko endet. Später geht sie jedoch sehr schonend mit ihm um. Natalie Teeger entstammt der reichen Familie Davenport, ihr Vater ist Unternehmer und einer der größten Produzenten von Zahnpasta in den USA. Normalerweise unterstützt Natalie Monk lediglich in seinem Alltag und bei den Ermittlungen. Gelegentlich vertritt sie jedoch auch eigene Theorien zum Täter. Sie wird dann von Monk und den anderen Ermittlern nicht ernst genommen, da sie ihre Ansicht nicht rational begründen kann und von persönlichen Sympathien und Antipathien geleitet scheint. Am Ende erweisen sich ihre Ahnungen aber jedes Mal als richtig.

### Julie Teeger
Natalie Teegers Tochter, die von Monk oft väterlichen Beistand erwartet, womit dieser völlig überfordert ist. In der letzten Folge kündigt Julie an, dass sie eine Schauspielschule besuchen werde.

### Dr. Charles Kroger
Monks Psychiater, der nie die Fassung verliert, obwohl ihn sein Patient oft über Gebühr beansprucht. Wie sein Darsteller Stanley Kamel starb er nach der sechsten Staffel an einem Herzinfarkt.

### Dr. Neven Bell
Tritt in der siebten Staffel die Nachfolge von Dr. Kroger als Monks Psychiater an.

### Trudy Anne Monk
Adrian Monks verstorbene Ehefrau. Adrian und Trudy lernten sich in ihrer Jugend an der University of California in Berkeley kennen. Sie wurde 1997 in einem Parkhaus von einer Autobombe getötet. In einigen Folgen taucht sie in Monks Visionen auf und redet mit ihm. In Folge 51 (Mr. Monk und Mrs. Monk) taucht sie vermeintlich wieder auf. Es handelt sich jedoch nur um eine Doppelgängerin, die am Ende der Episode ums Leben kommt. Trudys Eltern heißen Dwight und Marcia Ellison.
Am Ende der Serie wird das Geheimnis um Trudy Monks Tod aufgelöst. Sie wurde von dem verheirateten Richter Ethan Rickover ermordet, von dem sie ein Kind bekommen hatte. Am Schluss der Serie lernt Adrian Monk ihre mittlerweile erwachsene Tochter Molly Evans kennen und freundet sich mit ihr an.

### Ambrose Monk
Adrian Monks Bruder ist ebenfalls hochgradig neurotisch und intelligent. Der Vater der beiden verschwand, als sie noch Kinder waren. Seitdem wartet Ambrose auf ihn und hat das Haus nicht verlassen. Seinen Lebensunterhalt verdient er durch das Verfassen von Bedienungsanleitungen, die er auch in mehrere Sprachen übersetzt. Erst als er durch ein Feuer umgebracht werden soll, wird er von seinem Bruder aus den Flammen gerettet und überwindet damit seine stark ausgeprägte Agoraphobie teilweise.

### Harold Krenshaw
Harold Krenshaw ist wie Adrian Monk Dauerpatient bei Dr. Kroger. Die beiden beäugen sich eifersüchtig, da jeder von ihnen denkt, er sei derjenige, dem Dr. Kroger mehr Aufmerksamkeit und Sympathie schenkt. Außerdem geht es häufig darum, wer von ihnen seine Phobien und Zwänge besser im Griff hat.

### Kevin Dorfman
Kevin Dorfman ist der Nachbar von Mr. Monk. Er redet sehr viel und hat die Angewohnheit, übertrieben ausführlich von banalen Erlebnissen zu berichten, womit er Monk sehr nervt. Dennoch besteht zwischen beiden eine Art Freundschaft. In der Episode Mr. Monk und der Zeitungsjunge wird er durch einen Lottogewinn Millionär und fällt deshalb beinahe einem Mordanschlag zum Opfer. Durch unkluge Entscheidungen verliert er das Vermögen in kurzer Zeit wieder. In Mr. Monk und die Magie des Mordens wird er als begeisterter, aber ziemlich unbegabter Hobby-Zauberer gezeigt. Er darf in einem Varieté für den großen Zauberer Torini einspringen, wobei er ermordet wird. Monk kann den Mörder schließlich überführen.

### Karen Stottlemeyer
Karen Stottlemeyer ist in den frühen Staffeln Captain Stottelmeyers Ehefrau, mit der er eine meist nicht sonderlich harmonische Beziehung führt. Karen dreht Dokumentarfilme und fühlt sich von Leland in ihrer Arbeit nicht wertgeschätzt. In der vierten Staffel trennt sie sich von ihm und etwas später werden sie geschieden. Zusammen haben sie zwei Söhne, von denen der ältere, Jarred, in einigen Episoden eine Rolle spielt.

## Besetzung und Synchronisation

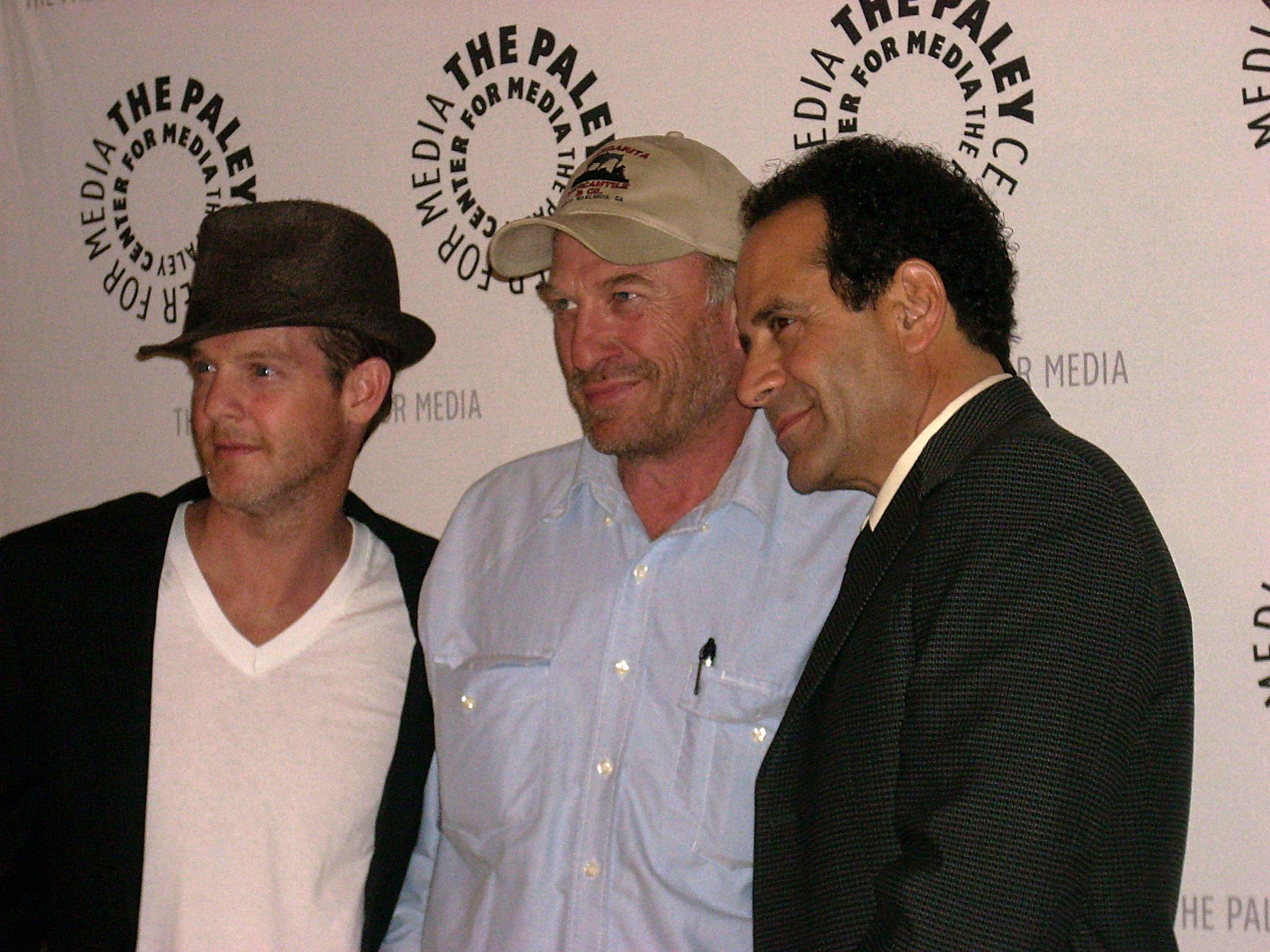
Jason Gray-Stanford, Ted Levine und Tony Shalhoub (2008)

Die deutsche Synchronisation entstand bei der Hermes Synchron in Potsdam unter der Regie von Holger Twellmann, der auch die Dialogbücher schrieb. Die deutsche Fassung gewann 2007 den Deutschen Preis für Synchron in der Kategorie Herausragend synchronisierte TV-Serie.
Die ersten beiden Folgen (Mr. Monk und das Attentat, Teil 1 und Teil 2) wurden auch von Dubbing Brothers in München synchronisiert. Neben anderen Stimmen fällt diese Version vor allem dadurch auf, dass Sharona und Monk per Du sind. Die Hauptrollen wurden dabei von folgenden Personen gesprochen: Pierre Peters-Arnolds (Adrian Monk), Kathrin Gaube (Sharona Fleming), Achim Geisler (Capt. Leland Stottlemeyer), Frank Röth (Lt. Randall Disher).
In Folge 6 der 7. Staffel (Mr. Monk und die Liebe auf den ersten Blick) ermittelt Monk unter Flüchtlingen aus der fiktiven Republik Zymenien. In der deutschen Version sprechen die Flüchtlinge untereinander Polnisch.
| Rolle                                            | Schauspieler        | Synchronsprecher  | Staffel | Staffel | Staffel | Staffel | Staffel | Staffel | Staffel | Staffel | Episoden                                                                               | Episoden |
| Rolle                                            | Schauspieler        | Synchronsprecher  | 1       | 2       | 3       | 4       | 5       | 6       | 7       | 8       | Episoden                                                                               | Episoden |
| ------------------------------------------------ | ------------------- | ----------------- | ------- | ------- | ------- | ------- | ------- | ------- | ------- | ------- | -------------------------------------------------------------------------------------- | -------- |
| Adrian Monk                                      | Tony Shalhoub       | Bodo Wolf         | •       | •       | •       | •       | •       | •       | •       | •       | 1.01–8.16                                                                              | 125      |
| Capt. Leland Stottlemeyer                        | Ted Levine          | Helmut Gauß       | •       | •       | •       | •       | •       | •       | •       | •       | 1.01–1.05; 1.07–1.09; 1.11–1.12; 2.01–2.14; 2.16–3.07; 3.09–3.12; 3.14–7.04; 7.06–8.16 | 118      |
| Lt. Randall Disher                               | Jason Gray-Stanford | Klaus-Peter Grap  | •       | •       | •       | •       | •       | •       | •       | •       | 1.01–1.05; 1.07–3.07; 3.09–3.12; 3.14–8.02; 8.04–8.16                                  | 121      |
| Sharona Fleming                                  | Bitty Schram        | Heide Domanowski  | •       | •       | •       |         |         |         |         | ·       | 1.01–3.07; 3.09 und 8.10                                                               | 38       |
| Natalie Teeger                                   | Traylor Howard      | Bianca Krahl      |         |         | •       | •       | •       | •       | •       | •       | 3.10–8.16                                                                              | 87       |
| Dr. Charles Kroger †                             | Stanley Kamel       | Leon Rainer       | ·       | ·       | ·       | ·       | ·       | ·       |         |         | 1.01–6.14                                                                              | 44       |
| Dr. Neven Bell                                   | Hector Elizondo     | Reinhard Kuhnert  |         |         |         |         |         |         | ·       | ·       | 7.01; 7.03–7.05; 7.08; 7.10; 7.12; 7.14; 7.16; 8.05; 8.08; 8.14–8.16                   | 14       |
| Julie Teeger                                     | Emmy Clarke         | Lydia Morgenstern |         |         | ·       | ·       | ·       | ·       | ·       | ·       | 3.10–4.14; 5.03; 5.09–5.11; 5.15; 6.05; 6.07; 6.10; 6.13; 7.02; 7.09; 8.06; 8.15       | 24       |
| Benjy Fleming                                    | Kane Ritchotte      | Tino Hillebrand   | ·       | ·       | ·       |         |         |         |         |         | 1.01–1.02; 2.01; 2.03–2.04; 2.06–2.08; 2.10; 2.12; 3.02–3.03; 3.05–3.07                | 15       |
| Benjy Fleming                                    | Max Morrow          | Tino Hillebrand   | ·       |         |         |         |         |         |         |         | 1.03–1.06; 1.10–1.12                                                                   | 7        |
| Trudy Anne Monk † geb. Ellison                   | Stellina Rusich     | Sabine Arnhold    | ·       | ·       |         |         |         |         |         |         | 1.01–1.02; 1.08; 2.05                                                                  | 4        |
| Trudy Anne Monk † geb. Ellison                   | Melora Hardin       | Sabine Arnhold    |         |         | ·       | ·       | ·       | ·       | ·       | ·       | 3.08–3.09; 3.11; 4.06; 5.13; 6.15–6.16; 7.07; 8.15–8.16                                | 10       |
| Harold Krenshaw                                  | Tim Bagley          | Joachim Kaps      |         |         | ·       |         | ·       | ·       | ·       | ·       | 3.06; 3.15; 5.07; 6.07; 7.07–7.08; 7.16; 8.04; 8.08                                    | 9        |
| Kevin Dorfman †                                  | Jarrad Paul         | Sven Plate        |         | ·       | ·       | ·       | ·       |         | ·       |         | 2.10; 3.08; 4.06; 5.13; 7.07; 7.15                                                     | 6        |
| Ambrose Monk                                     | John Turturro       | Stefan Fredrich   |         | ·       |         | ·       |         |         | ·       |         | 2.11; 4.02 und 7.07                                                                    | 3        |
| Karren Stottlemeyer                              | Glenne Headly       |                   |         | ·       | ·       | ·       |         |         |         |         | 2.5; 2.14; 3.4 und 4.12                                                                | 4        |
| Hauptdarsteller (•)Neben- und Gastdarsteller (·) |                     |                   |         |         |         |         |         |         |         |         |                                                                                        |          |

## Produktion
Die Serie startete in den Vereinigten Staaten am 12. Juli 2002 mit einer Doppelfolge, produziert wurde sie von Touchstone Television und Studios USA (seit Mitte 2004 NBC Universal Television) für den Kabelsender USA Network. Erfinder von Monk ist Andy Breckman, der unter anderem Autor bei Saturday Night Live war. Am 4. Dezember 2009 wurde in den USA die letzte Folge, Mr. Monk und Trudys Erbe Teil 2 (Originaltitel: Mr. Monk and the End – Part II), ausgestrahlt. Sie stellte mit 9,4 Millionen Zuschauern einen neuen Rekord im US-Kabelnetz auf, bisheriger Rekordhalter war eine Folge der Serie The Closer mit 9,2 Millionen Zuschauern.
Um das durch den Autorenstreik verursachte Programmloch in der Midseason zu überbrücken, nahm der Sender NBC 2008 Monk von seinem Tochtersender USA Network ins Programm, konnte damit aber keinen Erfolg erzielen.
Wie in vielen anderen Serien dieser Zeit üblich setzt die Industrie auch in Monk auf Produktplatzierungen. So stammt beispielsweise (bis zum Ende der fünften Staffel) das Mineralwasser Sierra Springs, das Monk ausschließlich trinkt, von einer an der Pazifikküste ansässigen Firma. Andere Beispiele sind die Feuchttücher Lever 2000 und die von Captain Stottlemeyer im Büro genutzten bekannten Computermarken.
Das Titellied der ersten Staffel stammt vom Filmkomponisten Jeff Beal und dem Gitarristen Grant Geissman. Ab der zweiten Staffel wurde Monk mit einem anderen Vorspann und anderer Titelmusik (It’s a Jungle Out There von Randy Newman) ausgestrahlt. Vielen Zuschauern missfiel diese Änderung, und seit Mitte der dritten Staffel wird am Ende der Folge manchmal die ursprüngliche Melodie eingespielt. Dieser Konflikt um die Musik wird in mehreren Episoden selbstreferentiell aufgegriffen, so wie in Folge 25 (Mr. Monk und der Fernsehstar). In Mr. Monk und der Lepramann spielt Randy Disher das alte Titellied auf dem Klavier eines Mordopfers. Auf Stottlemeyers Frage hin, was das für Musik sei, antwortet Disher mit „Hintergrundmusik“. Als Disher ein anderes Hintergrundlied der Serie anspielt, fragt Stottlemeyer ihn, ob er schon wisse, dass diese Melodien nicht immer gespielt würden. Disher entgegnet daraufhin mit den Worten „Klar tun sie das“, woraufhin dieselbe Musik eingespielt wird. In der Folge Mr. Monk in der Rapszene wird das neue Titellied von Snoop Dogg gerappt, der dort auch einen Gastauftritt hat.

## Bücher
Bereits seit 2006 erscheinen in den USA Bücher zur Serie, in denen Autor Lee Goldberg neue, unverfilmte Fälle Monks erzählt. Alle anderen bekannten Figuren der Serie kommen in den Büchern ebenfalls vor. In Deutschland erscheinen die übersetzten Bücher im Panini Verlag.
| Band | Titel                              | Titel                           | Autor        | Veröffentlichung | Veröffentlichung | ISBN                   |
| Band | Deutscher Titel                    | Originaltitel                   | Autor        | Deutschland      | USA              | ISBN                   |
| ---- | ---------------------------------- | ------------------------------- | ------------ | ---------------- | ---------------- | ---------------------- |
| 1    | Mr Monk und die Feuerwehr          | Mr. Monk Goes to the Firehouse  | Lee Goldberg | 16. Apr. 2007    | 3. Jan. 2006     | ISBN 978-3-8332-1589-6 |
| 2    | Mr Monk besucht Hawaii             | Mr. Monk Goes to Hawaii         | Lee Goldberg | 18. Apr. 2007    | 5. Juli 2006     | ISBN 978-3-8332-1590-2 |
| 3    | Mr Monk und die Montagsgrippe      | Mr. Monk and the Blue Flu       | Lee Goldberg | 13. Sep. 2007    | 2. Jan. 2007     | ISBN 978-3-8332-1634-3 |
| 4    | Mr Monk und seine Assistentinnen   | Mr. Monk and the Two Assistants | Lee Goldberg | 17. Apr. 2008    | 3. Juli 2007     | ISBN 978-3-8332-1702-9 |
| 5    | Mr Monk und die Außerirdischen     | Mr. Monk in Outer Space         | Lee Goldberg | 11. Sep. 2008    | 30. Okt. 2007    | ISBN 978-3-8332-1703-6 |
| 6    | Mr Monk kommt nach Deutschland     | Mr. Monk Goes to Germany        | Lee Goldberg | 22. Nov. 2008    | 1. Juli 2008     | ISBN 978-3-8332-1780-7 |
| 7    | Bonjour, Mr Monk                   | Mr. Monk is Miserable           | Lee Goldberg | 13. März 2009    | 2. Dez. 2008     | ISBN 978-3-8332-1822-4 |
| 8    | Mr Monk und die Wurzel allen Übels | Mr. Monk and the Dirty Cop      | Lee Goldberg | 9. Okt. 2009     | 7. Juli 2009     | ISBN 978-3-8332-1961-0 |
| 9    | Mr Monk und Mr Monk                | Mr. Monk in Trouble             | Lee Goldberg | 17. März 2010    | 1. Dez. 2009     | ISBN 978-3-8332-1981-8 |
| 10   | Mr Monk ist am Ende                | Mr. Monk is Cleaned Out         | Lee Goldberg | 6. Okt. 2010     | 6. Juli 2010     | ISBN 978-3-8332-2147-7 |
| 11   | Noch nicht auf Deutsch erschienen  | Mr. Monk on the Road            | Lee Goldberg | –                | 4. Jan. 2011     | ISBN 978-0-451-23381-3 |
| 12   | Noch nicht auf Deutsch erschienen  | Mr. Monk on the Couch           | Lee Goldberg | –                | 7. Juni 2011     | ISBN 978-0-451-23386-8 |
| 13   | Noch nicht auf Deutsch erschienen  | Mr. Monk on Patrol              | Lee Goldberg | –                | 3. Jan. 2012     | ISBN 978-0-451-23561-9 |
| 14   | Noch nicht auf Deutsch erschienen  | Mr. Monk is a Mess              | Lee Goldberg | –                | 5. Juni 2012     | ISBN 978-0-451-23687-6 |
| 15   | Noch nicht auf Deutsch erschienen  | Mr. Monk Gets Even              | Lee Goldberg | –                | 31. Dez. 2012    | ISBN 978-0-451-23915-0 |
| 16   | Noch nicht auf Deutsch erschienen  | Mr. Monk Helps Himself          | Hy Conrad    | –                | 4. Juni 2013     | ISBN 978-0-451-24093-4 |
| 17   | Noch nicht auf Deutsch erschienen  | Mr. Monk Gets on Board          | Hy Conrad    | –                | 7. Jan. 2014     | ISBN 978-0-451-24096-5 |
| 18   | Noch nicht auf Deutsch erschienen  | Mr. Monk Is Open for Business   | Hy Conrad    | –                | 3. Juni 2014     | ISBN 978-0-451-47056-0 |
| 19   | Noch nicht auf Deutsch erschienen  | Mr. Monk and the New Lieutenant | Hy Conrad    | –                | 6. Jan. 2015     | ISBN 978-0-451-47059-1 |

## Ausstrahlung
Von 2002 bis 2009 entstanden 125 Episoden in 8 Staffeln. Im deutschen Free-TV wurden diese ausgestrahlt bei RTL, RTLplus, Super RTL, ZDF Neo, ZDF und Nitro. Auch die deutschen Pay-TV-Sender TNT Serie und Universal Channel zeigten die Serie. Des Weiteren war Monk auf ATV und Puls 4 in Österreich sowie Puls 8 in der Schweiz zu sehen.
| Staffel | Episoden | Erstausstrahlung              | Erstausstrahlung              | Erstausstrahlung              | Erstausstrahlung              |
| Staffel | Episoden | USA                           | Deutschland                   | Schweiz                       | Österreich                    |
| ------- | -------- | ----------------------------- | ----------------------------- | ----------------------------- | ----------------------------- |
| 1       | 13       | 12. Juli 2002 – 18. Okt. 2002 | 29. Juni 2004 – 23. Sep. 2004 | 30. Dez. 2003 – 16. März 2004 | 28. Juni 2004 – 22. Sep. 2004 |
| 2       | 16       | 20. Juni 2003 – 5. März 2004  | 30. Sep. 2004 – 22. Feb. 2005 | 23. März 2004 – 6. Juli 2004  | 29. Sep. 2004 – 12. Jan. 2005 |
| 3       | 16       | 18. Juni 2004 – 4. März 2005  | 1. März 2005 – 8. Nov. 2005   |                               | 14. März 2005 – 27. Juni 2005 |
| 4       | 16       | 8. Juli 2005 – 17. März 2006  | 15. Nov. 2005 – 31. Okt. 2006 |                               | 23. Dez. 2012 – 30. März 2014 |
| 5       | 16       | 7. Juli 2006 – 2. März 2007   | 13. März 2007 – 23. Okt. 2007 | 4. Okt. 2007 – 29. Nov. 2007  | 12. Apr. 2007 – 20. Nov. 2007 |
| 6       | 16       | 13. Juli 2007 – 22. Feb. 2008 | 11. März 2008 – 14. Okt. 2008 | 6. März 2008 – 3. Juni 2009   | 7. März 2008 – 28. Nov. 2008  |
| 7       | 16       | 18. Juli 2008 – 20. Feb. 2009 | 3. März 2009 – 30. März 2010  |                               | 22. Mai 2009 – 28. März 2010  |
| 8       | 16       | 7. Aug. 2009 – 4. Dez. 2009   | 6. Apr. 2010 – 16. Nov. 2010  |                               | 4. Apr. 2010 – 16. Nov. 2010  |

## Auszeichnungen
Golden Globe Awards 2003
- Golden Globe in der Kategorie „Bester Serien-Hauptdarsteller – Komödie oder Musical“ an Tony Shalhoub

Primetime-Emmy-Verleihung 2003
- Emmy in der Kategorie „Hauptdarsteller in einer Comedyserie“ für Tony Shalhoub
- Emmy in der Kategorie „Titelthema für eine Serie“ für Jeff Beal

Golden Globe Awards 2004
- Nominierung in der Kategorie „Beste Serie – Komödie oder Musical“
- Nominierung in der Kategorie „Bester Serien-Hauptdarsteller – Komödie oder Musical“ für Tony Shalhoub
- Nominierung in der Kategorie „Beste Serien-Hauptdarstellerin – Komödie oder Musical“ für Bitty Schram

Primetime-Emmy-Verleihung 2004
- Emmy in der Kategorie „Gastdarsteller in einer Comedyserie“ an John Turturro für seine Rolle als Ambrose Monk in Folge 24 Mr. Monk, sein Bruder und drei Kuchen
- Emmy in der Kategorie „Titelthema für eine Serie“ an Randy Newman
- Nominierung in der Kategorie „Hauptdarsteller in einer Comedyserie“ für Tony Shalhoub
- Nominierung in der Kategorie „Casting für eine Comedyserie“ für Anya Colloff, Amy Mctyre Britt, Meg Liberman, Camille H. Patton, Sandi Logan und Lonnie Hamerman

Golden Globe Awards 2005
- Nominierung in der Kategorie „Bester Serien-Hauptdarsteller – Komödie oder Musical“ für Tony Shalhoub

Primetime-Emmy-Verleihung 2005
- Emmy in der Kategorie „Hauptdarsteller in einer Comedyserie“ an Tony Shalhoub
- Nominierung in der Kategorie „Regie für eine Comedyserie“ für Randall Zisk für Folge 38 Mr. Monk kann auch anders

Primetime-Emmy-Verleihung 2006
- Emmy in der Kategorie „Hauptdarsteller in einer Comedyserie“ an Tony Shalhoub
- Nominierung in der Kategorie Gastdarstellerin in einer Comedyserie für Laurie Metcalf für ihre Rolle als Cora in Folge 56 Mr. Monk erinnert sich an nichts

Primetime-Emmy-Verleihung 2007
- Nominierung in der Kategorie „Hauptdarsteller in einer Comedyserie“ für Tony Shalhoub
- Emmy in der Kategorie „Gastdarsteller in einer Comedyserie“ an Stanley Tucci

Golden Globe Awards 2007
- Nominierung in der Kategorie „Bester Serien-Hauptdarsteller – Komödie oder Musical“ für Tony Shalhoub

Primetime-Emmy-Verleihung 2008
- Nominierung in der Kategorie „Hauptdarsteller in einer Comedyserie“ für Tony Shalhoub
- Nominierung in der Kategorie „Gastdarstellerin in einer Comedyserie“ für Sarah Silverman

SAG Award
- 2004: Tony Shalhoub (Gewonnen)
- 2005: Tony Shalhoub (Gewonnen)
- 2009: Tony Shalhoub (Nominiert)

Primetime-Emmy-Verleihung 2009
- Nominierung in der Kategorie „Hauptdarsteller in einer Comedyserie“ für Tony Shalhoub
- Nominierung in der Kategorie „Gastdarstellerin in einer Comedyserie“ für Gena Rowlands

Primetime-Emmy-Verleihung 2010
- Nominierung in der Kategorie „Hauptdarsteller in einer Comedyserie“ für Tony Shalhoub

## Trivia
Mit der umgangssprachlichen Bezeichnung innerer Monk bezeichnet man in Anlehnung an die Serienfigur einen Menschen mit dem starken inneren Drang, die eigene Umwelt zu ordnen und zu strukturieren. Das Bedürfnis kann zwanghafte Züge annehmen.